# لی کیونگ کیو
لی کیونگ کیو (کره‌ای: 이경규؛ زادهٔ ۱ اوت ۱۹۶۰) بازیگر، کمدین، مجری تهیه‌کننده فیلم و فیلم‌نامه‌نویس اهل کره جنوبی است. او در سال ۲۰۱۰ با درآمد ۵۳۵ میلیون وون، پردرآمدترین انترتینر شبکه کی‌بی‌اس بود.